# Georges Anthony
Georges Anthony fue un deportista belga que compitió en remo como timonel.
Participó en los Juegos Olímpicos de Ámsterdam 1928, obteniendo una medalla de bronce en la prueba de dos con timonel. Ganó una medalla de oro en el Campeonato Europeo de Remo de 1921.

## Palmarés internacional
| Juegos Olímpicos   | Juegos Olímpicos         | Juegos Olímpicos  | Juegos Olímpicos |
| Año                | Lugar                    | Medalla           | Prueba           |
| ------------------ | ------------------------ | ----------------- | ---------------- |
| 1928               | Ámsterdam (Países Bajos) | Medalla de bronce | Dos con timonel  |
| Campeonato Europeo |                          |                   |                  |
| Año                | Lugar                    | Medalla           | Prueba           |
| 1921               | Ámsterdam (Países Bajos) | Medalla de oro    | Dos con timonel  |